# DrugBank
DrugBank — база даних доступна в Альбертському університеті, містить біоінформатичні та хемоінформатичні ресурси, які поєднують в собі деталі препаратів (тобто хімічні, фармакологічні та фармацевтичні) дані з всесторонньою препаративною ціллю (тобто послідовність, структура, шляхи) інформації. База даних станом на 2006 рік, містила інформацію про 4 800 лікарських речовин, включно:
- > 1480 сполук, схвалених FDA;
- 128 біологічних препаратів;
- > 71 нутрицевтик;
- > 3200 експериментальних сполук.[2]

Для 2500 білкових цілей для лікарських речовин, додані їх амінокислотні послідовності.
Кожен запис (англ. DrugCard) містить більше 100 полів, з яких більше половини є хімічними і фармакологічними даними, інша половина містить інформацію про цілі дії ліків.
Сайт і база даних DrugBank в цей час підтримується Девідом Уішартом і Крейгом Ноксом.

## Обсяг і доступ
Усі дані в DrugBank отримані з публічних непатентованих джерел. Майже кожен елемент даних повністю простежується та містить чітке посилання на першоджерело. Дані DrugBank доступні через публічний вебінтерфейс.
Користувачі можуть надсилати запити до DrugBank кількома способами:
- Підтримуються прості текстові запити всієї текстової складової бази даних. Натискання кнопки «Огляд» генерує табличний синопсис вмісту DrugBank. Це подання дозволяє користувачам невимушено прокручувати базу даних або пересортувати її вміст.
- Натискання кнопки DrugCard відкриває повний вміст даних для відповідного препарату. Там наведено повне пояснення всіх полів і джерел DrugCard.
- Кнопка PharmaBrowse дозволяє користувачам переглядати препарати, згруповані за показаннями. Це особливо корисно для фармацевтів і лікарів, а також для фармацевтичних дослідників, які шукають потенційних потенційних клієнтів.
- Кнопка ChemQuery дозволяє користувачам малювати (за допомогою аплетів ChemAxon) або писати (як рядок SMILES) хімічну сполуку та шукати в DrugBank хімічні речовини, подібні або ідентичні запитуваній сполукі.
- Кнопка TextQuery підтримує більш складний текстовий пошук (часткові збіги слів, чутливість до регістру, орфографічні помилки тощо) у текстовій частині DrugBank.
- Кнопка SeqSearch дозволяє користувачам здійснювати пошук послідовностей BLAST (білків) у 18 000 послідовностях, що містяться в DrugBank. Підтримуються запити BLAST як однієї, так і кількох послідовностей (тобто цілого протеома).
- Кнопка Data Extractor відкриває простий у користуванні інструмент пошуку реляційних запитів, який дозволяє користувачам вибирати або здійснювати пошук у різних комбінаціях підполів. Data Extractor — це найдосконаліший інструмент пошуку для DrugBank.

Користувачі можуть відстежувати останні новини про DrugBank через регулярні стрічки новин на його вебсайті, а також через Twitter і Facebook.